# ビス(ピナコラート)ジボロン
ビス(ピナコラート)ジボロン (Bis(pinacolato)diboron) は2つのホウ素原子にピナコラート配位子が1つずつ結合しており、その2つのホウ素原子が共有結合で結ばれている化合物である。化学式は[(CH3)4C2O2B]2で表される。ピナコール基は"pin"と略される場合があるため、この化合物の構造式もB2pin2と表される場合がある。無色の固体で有機溶媒に可溶である。ピナコールボロン酸エステルを有機合成するための試薬として市販されている。他のジボロン化合物とは異なり、B2pin2は湿気に敏感ではないため空気中での取り扱いが可能である。

## 調製と構造
ビス(ピナコラート)ジボロンはテトラキス(ジメチルアミノ)ジボロンとピナコールを酸性条件で反応させることで得られる。この化合物のB-B結合の結合長は1.711(6) Åである。

## 反応
B-B結合はアルケンやアルキンに付加し、1,2-ジボリル化アルカン、アルケンを与える。様々な有機ロジウム化合物や有機イリジウム化合物の触媒を使うことで、飽和炭化水素にも導入することができる。
CH3(CH2)6CH3  +  [pinB]2   →   pinBH  +  CH3(CH2)7Bpin
これらの反応は遷移金属ボリル錯体を経由して進行する。